# Az Idő Kereke (televíziós sorozat)
Az Idő Kereke (eredeti cím: The Wheel of Time) egy amerikai fantasy-sorozat, mely az Amazon Prime Video streaming-szolgáltatás és a Sony Pictures Television koprodukciójában készül, Robert Jordan azonos című regényfolyama alapján, Rafe Judkins showrunner vezetésével.
Az első, nyolc részből álló évad 2021. november 19-én debütált, az első három rész bemutatójával. Ezután minden héten egy új epizódot mutattak be. A sorozat premierjével egyidőben animációs rövidfilmeket is elérhetővé tettek, melyekben egyes előzménytörténeteket mutatnak be, melyek segítenek nagyobb kontextusban elhelyezni a fő cselekményszálat. A második évadot 2023. szeptember 1-jén, a harmadikat 2025. március 13-án mutatták be.
A sorozatot alapvetően jól fogadta a kritika, és Szaturnusz-díjra is jelölték.

## Cselekmény
Moirane Damodred egy aes sedai, egy csak nőkből álló mágiahasználó rend egyik tagja egy világban, amely egyszerre található Földünk múltjában és jövőjében, az Univerzumot mozgásban tartó Idő Kerekének hét állása közül a harmadikban. Moiraine, és Őrzője, Lan, Emondmező kicsiny falujába érkeznek, tudnak róla ugyanis, hogy a sötétség seregei itt keresnek valakit, aki a mitikus hős Sárkány reinkarnációja, az egyetlen, aki képes lehet felvenni a harcot a világ pusztulásával fenyegető Sötét Úrral szemben. Mivel nem tudja, melyikük lehet az, ezért magával visz három fiatalembert, a barátnőjüket, és a falu javasasszonyát, hogy a bennük meglévő képességeket elsajátítva segítsenek a küzdelemben.

## Szereplők

### Főszereplők
- Rosamund Pike mint Moiraine Damodred (magyar hangja Horváth Lili), egy aes sedai a Kék Ajahból, aki az Újjászületett Sárkányt keresi.
- Daniel Henney mint al'Lan Mandragoran (magyar hangja Bozsó Péter), Moiraine Őrzője és hűséges útitársa.
- Zoë Robins mint Nynaeve al'Meara (magyar hangja Bogdányi Titanilla), Emondmező javasasszonya, rendkívüli fókuszálási képesség birtokosa
- Madeleine Madden mint Egwene al'Vere (magyar hangja Nemes Takách Kata), Emondmező polgármesterének lánya, szintén tehetséges fókuszáló
- Josha Stradowski mint Rand al'Thor (magyar hangja Czető Roland), egyszerű falusi Emondmezőről, múltjának sötét titkai miatt az Újjászületett sárkány.
- Marcus Rutherford mint Perrin Aybara (magyar hangja Gacsal Ádám), kovácsmester Emondmezőről, farkasfivér
- Barney Harris (1. évad) és Dònal Finn (2. évadtól) mint Mat Cauthon (magyar hangja Szabó Máté), fiatal falusi Emondmezőről, a falu bajkeverője
- Kate Fleetwood mint Liandrin Guirale (magyar hangja Hámori Eszter), aes sedai a Piros Ajahból.
- Priyanka Bose mint Alanna Mosvani (magyar hangja Németh Borbála), aes sedai a Zöld Ajahból
- Hammed Animashaun mint Loial (magyar hangja Bognár Tamás), egy ogier, aki a csapat útitársául szegődik
- Sophie Okonedo mint Siuan Sanche (magyar hangja Bognár Anna), a jelenlegi Amyrlin Trón, az aes sedai-ok vezetője
- Kae Alexander mint Min Farshaw (magyar hangja Csuha Borbála), fal darai kocsmáros, akinek különös képessége belelátni a Mintázatba és látni a jövőt
- Fares Fares mint Ishamael (magyar hangja Dolmány Attila), a Kitaszítottak vezetője, a Sötét Úr leghatalmasabb szolgája
- Álvaro Morte mint Logain Ablar (magyar hangja Dévai Balázs), hamis Sárkány
- Johann Myers mint Padan Fain, (magyar hangja Papp Dániel) házaló, a Sötét Úr szolgája
- Jennifer Cheon Garcia mint Leane Sharif (rmagyar hangja Törtei Tünde, a 2. évadban Erdős Borcsa), aes sedai, a Fehér Torony krónikáinak őrzője
- Taylor Napier mint Maksim (magyar hangja Hám Bertalan), Alanna egyik Őrzője
- Emmanuel Imani (a harmadik évadtól Anthony Kaye) mint Ihvon (magyar hangja Varga Rókus), Alanna másik Őrzője
- Ceara Coveney mint Elayne Trakand (magyar hangja Csifó Dorina), Andor trónjának leányörököse
- Natasha O'Keeffe mint Lanfear (magyar hangja Nagy Katica), más néven az Éjszaka Leánya, az egyik legerősebb Kitaszított
- Lindsay Duncan mint Anvaere Damodred (magyar hangja Menszátor Magdolna), cairhieni nemes, Moirane húga
- Ayoola Smart mint Aviendha (magyar hangja Ágoston Kata, a 3. évadtól Gulás Fanni), aiel harcos, aki népének leendő vezetőjét keresi
- Jay Duffy mint Dain Bornhald (magyar hangja Schmied Zoltán), a Fény Gyermekeinek kapitánya
- Laia Costa mint Moghedien, a Kitaszítottak egyike
- Meera Syal mint Verin Mathwin (magyar hangja Kovács Nóra), aes sedai a Barna Ajahból, aki messze a Fehér Toronytól él
- Olivia Williams mint Morgase Trakand királynő (magyar hangja Bertalan Ágnes), Andor uralkodója, Elayne anyja
- Nuno Lopez mint Rahvin / Gaebril nagyúr (magyar hangja Törköly Levente), nagy hatalmú Kitaszított, aki álcázva magát Morgase királynő szeretője és tanácsadója
- Cameron Jack mint Sammael (magyar hangja Faragó András), a Kitaszítottak egyike
- Sohre Ágdáslu mint Elaida (magyar hangja Menszátor Magdolna), a Piros Ajah tagja, Morgase főtanácsadója, a Fehér Toronyban végrehajtott puccs után Amyrlin Trón
- Isabella Bucceri mint Faile Bashere, egy vadász, aki Valere Kürtjét keresi

### Mellékszereplők
- Lolita Chakrabarti mint Marin al'Vere, Egwene anyja (magyar hangja Németh Kriszta)
- Michael Tuahine mint Bran al'Vere, Egwene apja (magyar hangja Petridisz Hrisztosz)
- Michael McElhatton mint Tam al'Thor, Rand apja (magyar hangja Epres Attila)
- Naana Agyei Ampadu mint Danya
- Mandi Symonds mint Daise Congar (magyar hangja Kocsis Mariann)
- David Sterne mint Cenn Buie
- Juliet Howland mint Natti Cauthon, Mat anyja (magyar hangja Farkasinszky Edit)
- Christopher Sciueref mint Abell Cauthon, Mat apja
- Petr Simcák mint Tom Thane
- Litiana Biutanaseva mint Bode Cauthon, Mat egyik húga
- Lilibet Bituanaseva mint Eldrin Cauthon, Mat másik húga
- Abdul Salis mint Eamon Valda, fehérköpenyes Vallató (magyar hangja Lux Ádám)
- Stuart Graham mint Geofram Bornhald, fehérköpenyes Úrkapitány (magyar hangja Galbenisz Tomasz)
- Pearce Quigley mint Hightower, révész
- Alexandre Willaume mint Thom Merrilin, mutatványos (magyar hangja Makranczi Zalán)
- Clare Perkins mint Kerene Nagashi, Aes Sedai (magyar hangja Makay Andrea)
- Izuka Hoyle mint Dana, kocsmárosnő
- Peter Franzén mint Stepin, Őrző (magyar hangja Varga Gábor)
- Daryl McCormack mint Aram, kolompár (magyar hangja Szatory Dávid)
- Narinder Samra mint Raen, kolompár
- Maria Doyle Kennedy mint Illa, kolompár (magyar hangja Ősi Ildikó)
- Miguel Álvarez mint Ghealdan királya
- Guy Roberts mint Uno Nomesta (magyar hangja Maday Gábor), shienari harcos
- Amar Chadha-Patel mint Yakota nagyúr, shienari nemes
- Thomas Chaanhing mint Agelmar nagyúr (magyar hangja Csík Csaba Krisztián), Fal Dara uralkodója
- Sanra Yi Sencindiver mint Amalisa úrnő, Agelmar nagyúr húga
- Alexander Karim mint Lews Therin Telamon, a Legendák Korának Sárkánya
- Gregg Chilingirian mint Ingtar Shinowa (magyar hangja Tokaji Csaba), shienari harcos, a Valere Kürtje iránti hajtóvadászat vezetője
- Arnas Fedaravicius mint Masema Dagar (magyar hangja Bordás János), shienari harcos
- Gary Beadle mint Elyas Machera (magyar hangja Rába Roland), nyomkövető szaglász, akit különleges kapcsolat fűz a farkasokhoz
- Rima Te Wiata mint Sheriam Bayanar (magyar hangja Zsurzs Kati), aes sedai
- Karima McAdams mint Suroth úrnő (magyar hangja Dobó Enikő), seanchan nemes, aki Ishamael utasításait követi
- Jessica Boone mint Alwhin, seanchan nő
- Julian Lewis Jones mint Bayle Domon (magyar hangja Kardos Róbert), kereskedő és hajóskapitány
- Heikko Deutschmann mint Tomas (magyar hangja Tarján Péter), Verin és Adeleas házában élő Őrző
- Nila Aalia mint Adeleas (magyar hangja Sági Tímea), aes sedai a Barna Ajahból
- Daniel Francis mint Turak nagyúr (magyar hangja Weigert Viktor), a seanchan invázió vezetője
- Katie Leung mint Yasicca (magyar hangja Szabó Zselyke) barna ajah a Fehér Toronyban
- Will Tudor mint Barthanes Damodred (magyar hangja Markovics Tamás), cairhieni nemes, Anvaere fia
- Nyokabi Gethiaga mint Ryma (magyar hangja Huszárik Kata), aes sedai a Sárga Ajahból
- Bentley Kalu mint Basan, Ryma Őrzője
- Xelia Mendes-Jones mint Renna (magyar hangja Sallai Nóra), egy seanchan sul'dam
- Ragga Ragnars mint Bain (magyar hangja Solecki Janka), aiel Lándzsa Hajadonja
- Maja Simonsen mint Chiad (magyar hangja Tarr Judit), aiel Lándzsa Hajadonja
- Callum Kerr mint Galad Damodred (magyar hangja Mészáros András), Andor hercege, tehetséges kardforgató
- Luke Fetherston mint Gawyn Trakand, Andor hercege, Elayne testvére
- Michael Lindall mint Luc nagyúr
- Set Sjöstrand mint Couladin (magyar hangja Csík Csaba Krisztián), a shaido aielek egyik harcosa

## Epizódok
| Évad | Évad | Epizódok | Eredeti bemutató    | Eredeti bemutató   | Platform |
| Évad | Évad | Epizódok | Évadpremier         | Évadfinálé         | Platform |
| ---- | ---- | -------- | ------------------- | ------------------ | -------- |
|      | 1    | 8        | 2021. november 19.  | 2021. december 24. |          |
|      | 2    | 8        | 2023. szeptember 1. | 2023. október 6.   |          |
|      | 3    | 8        | 2025. március 13.   | 2025. április 17.  |          |

A sorozat valamennyi epizódjának címe a regényfolyam egy-egy fejezetének címéből származik.

### Első évad (2021)
| Sor. | Év. | Cím                                                | Rendező          | Író                                       | Premier            |
| --- | --- | -------------------------------------------------- | ---------------- | ----------------------------------------- | ------------------ |
| 1. | 1.  | Indulás (Leavetaking)                              | Uta Briesewitz   | Rafe Judkins                              | 2021. november 19. |
| Moirane egy aes sedai, aki az Egyetlen Hatalom nevű mágiaforrás női felét képes használni. Évezredekkel korábban a hatalom férfi felét megrontotta a Sötét Úr, és az ellene küzdő legendás harcost, Lews Therin Telamont ez közvetve az őrületbe taszította, ami miatt bekövetkezett a Világtörés, és az addig ismert civilizáció megszűnt létezni. Moirane és Őrzője, Lan Mandragoran fontos küldetésen vannak: Lews Therin reinkarnációját, az Újjászületett Sárkányt keresik, aki egy prófécia alapján húsz évvel ezelőtt jött a világra. Emondmező falujába érkeznek, ahol több potenciális jelölt is van: Rand al'Thor, Perrin Aybara, Egwene al'Vere, és Nynaeve al'Meara. Úgy döntenek, mindannyiukat magukkal viszik az aes sedai-ok fellegvárába, a Fehér Toronyba. Rand, aki szerelmes Egwene-be, szomorúan hallja, hogy a lány a falu új bölcsévé fog válni, aki a közösség vezetőjeként és gyógyítójaként nem házasodhat. Emondmezőt váratlanul lerohanják a trallokok, a Sötét Úr szolgái, és a kialakuló káoszban elfogják Nynaeve-et, Perrin pedig véletlenül megöli feleségét, Laylát. Rand, Perrin, Mat és Egwene beleegyeznek, hogy már csak a saját biztonságuk érdekében elhagyják Emondmezőt Moirane és Lan vezetésével. |     |                                                    |                  |                                           |                    |
| 2. | 2.  | Az árnyék vár (Shadow's Waiting)                   | Uta Briesewitz   | Amanda Shuman                             | 2021. november 19. |
| Egy fanatikus szekta, a Fény Gyermekei megégetnek egy aes sedai-t. Mat, Egwene, Perrin és Rand elindulnak Moirane és Lan vezetésével, de nem bíznak meg bennük. Azután különösen nem, hogy Tarenrévnél Moirane elsüllyeszti a kompot, hogy a trallokok és egy Enyész ne tudjon utánuk jönni, ezzel közvetetten a révész halálát előidézve. Egwene felfedezi Moirane segítségével, hogy képes fókuszálni az Egyetlen Hatalmat. A fiatalokat furcsa álmok kísértik, bennük egy rejtélyes árnyalakkal, Ba'alzamonnal. Perrinnek különös találkozója lesz egy csapat farkassal. Moirane egyre gyengébb és kimerültebb az Emondmezőn szerzett sérülése miatt, és amikor a trallokok ismét rajtuk ütnek, Lan javaslatára kénytelenek Shadar Logoth kísértetvárosában megszállni. A városban rajtuk üt az azt uraló entitás, Mashadar, ami miatt a csapat szétválik. Nynaeve, akit halottnak hisznek, váratlanul felbukkan, és kérdőre vonja Lant a többiek hollétéről. |     |                                                    |                  |                                           |                    |
| 3. | 3.  | Egy biztonságos hely (A Place of Safety)           | Wayne Yip        | The Clarkson Twins                        | 2021. november 19. |
| A kis csapat szétszóródik: miközben Rand és Mat az egyik irányba indul el, Egwene és Perrin a másikba, Lanon és Moirane-en pedig a dühödt Nynaeve üt rajta, aki tudni akarja, hol vannak a fiatalok. Mint kiderül, ügyességének köszönhetően menekült meg az emondmezei trallok támadáskor. Egwene-t és Perrin farkasok üldözik, Perrin pedig újabb álmot lát farkasokkal a főszerepben és a rejtélyes gonosz alakkal. Végül a tuatha'an-oknál, más néven a kolompároknál, egy vándornépnél találnak menedéket. Mat és Rand egy kis faluba érkeznek; Mat szeretne hazamenni, ahhoz viszont pénzt kell szereznie. Találkoznak a kocsmában egy mutatványossal, Thom Merrilinnel. Szállásért különféle munkákat végeznek a kocsmároslánynak, akiről kiderül, hogy árnybarát, és megtámadja őket. Thom megöli őt, és azt javasolja a fiúknak, hogy tartsanak vele kelet felé. Ezalatt Nynaeve, Lan kérésére, megpróbálja meggyógyítani a sebesülése miatt eszméletlen Moirane-t. Mikor már valamivel jobban vannak, elindulnak délnyugat felé; az aes sedai-ok egyik csoportjával, a Piros Ajahhal találkoznak. Vezetőjük, Liandrin, közli, hogy elfogtak egy Logain nevű férfit, aki önmagát az Újjászületett Sárkánynak nevezi. |     |                                                    |                  |                                           |                    |
| 4. | 4.  | Az Újjászületett Sárkány (The Dragon Reborn)       | Wayne Yip        | Dave Hill                                 | 2021. november 26. |
| Az aes sedai-ok táborukban azon dolgoznak, hogy Logaint leválasszák az Egyetlen Hatalomról, de annyira erős, hogy nem járnak sikerrel, csak lebénítani tudják. Moirane is beszáll a többiek közé, és közben elbizonytalanodik a Sárkány kilétét illetően. Nynaeve az őrzőkkel együtt vacsorázik, és közben megenyhül Lan irányában is. Másnap Logain követői rajtaütnek a táboron, így a férfi kiszabadul, megöli az egyik aes sedai-t, majd Moirane konfrontálódik vele – pár szót váltanak, amelyből meggyőződik arról, hogy Logain tényleg egy hamis Sárkány. Ezután az aes sedai-ok minden erejüket bevetve próbálják meg ártalmatlanítani, de a halott aes sedai őrzője, Stepin dühödten rátámad, ami azt eredményezi, hogy fegyverének darabjai repeszként repülnek szét, súlyosan megsebesítve mindenkit, Lant halálosan. A haldokló Lan láttán Nynaeve-ből iszonyatos erő tör elő, amivel meggyógyít mindenkit, amelynek hatására Logain ártalmatlanítása befejeződhet. Az erőkitörést látva Logain és Moirane is úgy hiszik, hogy Nynaeve lehet az igazi Sárkány. Ezalatt Perrin és Egwene a kolompárokkal tartanak Tar Valon felé, akik elmesélik nekik, hogy a Levél Útját követik és békeszerető népként megvetik az erőszakot. Rand, Mat, és Thom egy gazdánál szállnak meg a pajtában éjszakára. Randnek és Thomnak is feltűnik, milyen furcsán viselkedik Mat, Thom azt gyanítja, hogy az Egyetlen Hatalom saidin felének befolyása miatt kezd megőrülni, a valóságban azonban egy Shadar Logoth-ból lopott tőr kezdi a befolyása alá vonni. Aznap éjjel Rand megint fura álmot lát, majd ebből felébredve azt látja, hogy egy Enyész tört rájuk, vendéglátóik pedig halottak. Thom feláldozza önmagát és harcba száll vele, Rand és Mat pedig elmenekülnek. |     |                                                    |                  |                                           |                    |
| 5. | 5.  | A vér vért kíván (Blood Calls Blood)               | Salli Richardson | Celine Song                               | 2021. december 3.  |
| Moirane és a többiek eltemetik halottaikat, miközben Stepin, a halott aes sedai Őrzője gyászol. A csapat egy hónapig tartó útja során Tar Valonba ér, és parádésan vonulnak végig a foglyul ejtett Logainnal. Rand és Mat is megérkeznek, Rand pedig egyre jobban aggódik Mat állapota miatt, ezért találkozik Loiallal, az ogierrel, akiről még Thom mesélt. Lan és Moirane elrejtik Nynaeve-t a Fehér Toronyban a kíváncsi szemek elől és figyelmeztetik a helyen dúló politikai machinációkra. Mat megesketi Randet, hogy megvédik egymást, ha bármelyikük Logainhoz hasonló őrültté válna. Loial újra összehozza Matet, Randet és Nynaeve-t. Eközben Perrin és Egwene ismét a Fény Gyermekeibe botlanak, a vallató pedig egyből felismeri őket. A kolompárok megpróbálják megvédeni őket, sikertelenül. Valda vallató kikötözi Egwene-t és Perrint isː választás elé állítja őket, ha Egwene bebizonyítja, hogy aes sedai, őt öli meg, de ha nem, akkor Perrint. Hosszas vívódás után Egwene használni kezdi az Egyetlen Hatalmat, ám a kínzások hatására Perrinben is felébrednek a farkasképességek, a fehérköpenyek táborát farkasfalka támadja meg, a zűrzavarban pedig el tudnak menekülni. A Fehér Toronyban mindenki Stepint vigasztalja. Alanna figyelmezteti Moirane-t, hogy az Amyrlin Trón, Siuan Sanche hamarosan visszatér, és mind ő, mint Liandrin veszedelmes ellenfél lehet. Lan tovább vigasztalja Stepint, de ő nyugtató teakeverékkel elaltatja őt, csak azért, hogy zavartalanul tudjon öngyilkosságot elkövetni. |     |                                                    |                  |                                           |                    |
| 6. | 6.  | Tar Valon lángja (The Flame of Tar Valon)          | Salli Richardson | Justine Juel Gillmer                      | 2021. december 10. |
| Siuan Sanche, az Amyrlin Trón, kifaggatja Liandrint Logain elcsendesítéséről, és Moirane-t arról, hogy merre utazott az elmúlt időben. Liandrint megbünteti, mert szerinte helytelenül cselekedett, Moirane pedig, aki nem hajlandó elmondani, mit csinált, szintén büntetésre számíthat. Moirane megszabadítja Matet a tőr átkától, miután újra találkozik a fiatalokkal. Maigan, a Kék Ajah egyik tagja arra kéri őt, hogy maradjon a Fehér Toronyban. Előbb kér egy szívességet Loialtól, majd szenvedélyes pillanatokat él át Siuannal, miközben megbeszélik további terveiket az Újjászületett Sárkány megtalálását illetően. Mint kiderül, ők ketten közösen dolgoznak ezen, a többi aes sedai tudta nélkül. Később Egwene és Nynaeve is találkoznak az Amyrlin Trónnal - előbbi lelkes, utóbbi gyanakvó. Hogy okot szolgáltasson a küldetés titokban történő továbbfolytatására, Siuan színleg száműzi Moirane-t a toronyból, arra kérve őt, hogy vigye magával a folyóközieket is. A kis csapat nem hazafelé tart, hanem Loial segítségével egy Átjáróhoz, amely az Utak nevű, hatalmas távolságok pillanatok alatt történő leküzdésére szolgáló helyre vezet. A cél eljutni a Világ Szeméhez, ahol kiderül, hogy ki az, akinek a sorsa szembeszállni a Sötét Úrral. Mat hezitál, így végül nem tart velük. |     |                                                    |                  |                                           |                    |
| 7. | 7.  | A sötétség az Átjárókban (The Dark Along the Ways) | Ciaran Donnelly  | Amanda Kate Shuman & Katherine B. McKenna | 2021. december 17. |
| A folyóköziek vitába szállnak Moirane-nel Mat hátrahagyása miatt, de nincs más választásuk, tovább kell menniük. Loial vezeti őket az Utakon keresztül, melyeket sajnos megrontott a gonoszság. Útközben egy trallokba botlanak, akit Egwene elriaszt, csakhogy a Machin Shin (az Utakat uraló Fekete Szél) megérzi az Egyetlen Hatalom használatát, és mindannyiukat elkezdi támadni a legmélyebb félelmeiknél fogva. Végül Nynaeve elűzi, Moirane pedig kivezeti a társaságot egy kapun, egyenesen Fal Dara városába, eközben egy rejtélyes alak követi őket. Moirane közli velük, hogy a Világ Szeménél az, aki nem a Sárkány közülük, meghal. Később meglátogatja Mint, aki látnoki képességekkel bír. Nynaeve és Lan (akiről kiderül, hogy Malkier elveszett királyságának örököse) egymásba szeretnek. Egwene és Rand kibékülnek, Rand pedig felidézi látomását arról, hogy apja, Tam, nem az igazi apja, hanem az aiel háborúk idején hozta őt el egy halott harcosnő mellől. A Machin Shin meg is mondta neki, hogy ő a Sárkány, és mint kiderül, használni is képes volt az Egyetlen Hatalmat az Utakban. Mindennek hatására Rand és Moirane ketten indulnak el a Világ Szeméhez. |     |                                                    |                  |                                           |                    |
| 8. | 8.  | A Világ Szeme (The Eye of the World)               | Ciaran Donnelly  | Rafe Judkins                              | 2021. december 24. |
| Háromezer évvel korábban a női aes sedai-ok vezetője, Latra Posae Decume figyelmezteti Lews Therin Telamont a Sötét Úr bebörtönzésével kapcsolatos tervének veszélyességéről. Rand és Moirane úton vannak a Világ Szeme felé, a Fertő nevű helyen keresztül. Moirane átad neki egy sa'angrealt, amivel fel tudja erősíteni a saját erejét. Útközben egy rejtélyes alak, Ishamael, akit ő maga a Sötét Úrnak hisz, megkísérti őt, és egy olyan jelent mutat neki ahol Egwene-nel boldog családi életet élnek - ehhez pedig csak át kéne magát adni a sötétségnek. Ezalatt elvégja Moirane-t az Egyetlen Hatalomtól. Fal Dara seregei trallokokkal csapnak össze, és öt nő, köztük Egwene és Nynaeve, győzelemre vezetik őket. Perrin megtalálja Valere Kürtjét, ami egy híres varázstárgy, mert képes rég halott hősöket megidézni. Padan Fain, aki leleplezi magát, mint árnybarát, elveszi tőle. Ezalatt Rand megtámadja a Sötét Urat, ereje pedig összetöri a szimbólumot, ami törhetetlen anyagból, cuendillarból készült. Félve attól, hogy meg fog ő is őrülni, elhatározza, hogy bújkálni fog. Lan rátalál Moirane-re, aki elmondja, hogy elvesztette az erejét, és hogy az utolsó csata még messze van. Az epizód végén különös hajók érkeznek nyugat felől, a velük érkező fókuszálni képes nők pedig hatalmas hullámokat gerjesztenek. |     |                                                    |                  |                                           |                    |

### Második évad (2023)
| Sor. | Év. | Cím                                         | Rendező       | Író                              | Premier              |
| --- | --- | ------------------------------------------- | ------------- | -------------------------------- | -------------------- |
| 9. | 1.  | A magány érintése (A Taste of Solitude)     | Thomas Napper | Amanda Kate Shuman               | 2023. szeptember 1.  |
| Titkos megbeszélést tartanak az árnybarátok, amely vezetője Ishamael, a Sötét Úr legerősebb szolgája. Elhatározza, hogy egyelőre nem öli meg Randet, hanem inkább megfigyeli őt. Moirane, aki elvesztette a fókuszálási képességét, két aes sedai-jal, Adeleasszal és Verinnel él együtt, és közben információkat gyűjt a világból. Egy alkalommal meg akar szökni a többiektől, és Enyészek támadnak rá és Lanre, akikkel csak az aes sedai-ok végeznek. Egwene és Nynaeve novíciák a Fehér Toronyban, de míg Egwene lelkes, addig Nynaeve kevésbé, ráadásul csak olyankor képes fókuszálni, amikor dühös vagy fél. Liandrin felajánlja, hogy tanítja őt, amit a többi aes sedai ellenez, ismerve társuk módszereit. Perrin és Loial elindulnak egy csapat sheinerival, amit Ingtar Shinowa vezet, hogy visszaszerezzék Valere Kürtjét Padan Faintól. Egy "szaglász", Elyas vezeti őket, akinek feltűnik Perrin képessége. Mat Liandrin börtönében senyved hónapok óta Moirane kérésére, ugyanis tartanak tőle, hogy a tőr hatása még mindig benne van. Rand lenyírta a haját és a többiek számára ismeretlen helyen bújkál. |     |                                             |               |                                  |                      |
| 10. | 2.  | Idegenek és barátok (Strangers and Friends) | Thomas Napper | Katherine B. McKenna             | 2023. szeptember 1.  |
| Annak ellenére, hogy nem térhetnének vissza, Moirane a Fehér Toronyba indul, és előtte elbocsátja a szolgálatából Lant. Útközben Verin rájön, hogy Moirane tudja, hogy ki az Újjászületett Sárkány, és megesküszik, hogy segít neki. Rand Cairhien külvárosában él, egy Selene nevű nővel, akivel romantikus kapcsolatba kerül. Egy szanatóriumban dolgozik, ahol eléri, hogy az itt őrzött Logainnal kapcsolatba kerülhessen. Liandrin meggyőzi Nynaeve-et, hogy vegyen részt a próbatételén, hogy beavatottként taníthassa. Alanna tiltakozik, de inkább Moirane segítségére indul. Közben Egwene összebarátkozik Elayne Trakanddal, Andor trónörökösével,aki szintén novícia. Nynaeve tetten éri Liandrint, ahogy egy beteg férfit próbál ápolni. Mat összebarátkozik a szintén itt őrzött Minnel, akinek támad egy látomása arról, hogy Mat hátbaszúrja Randet. Perrin és a shienariak egy házra bukkannak, ahol ártatlan embereket öltek meg és egy Enyészt a falra szögeztek. Később egy kis faluba érkeznek, amit a seanchanok megtámadnak. Elhurcolják őket, egyenesen a seanchanok vezetője, Suroth elé, aki mellett ott van Ishamael is. |     |                                             |               |                                  |                      |
| 11. | 3.  | Lehetséges világok (What Might Be)          | Sanaa Hamri   | John McCutcheon                  | 2023. szeptember 1.  |
| Rand segítséget szeretne kérni Logaintól, hogy hogyan tudná kontrollálni az Egyetlen Hatalmat, de ő csak akkor segít, ha hoz neki egy üveg bort a szülőföldjéről. Ennek érdekében Rand elfogadja Selene meghívását a cairhieni nemesek báljára. Logain azonban ezt követően csak annyit mond, hogy az Egyetlen Hatalom nem kontrollálható. Ennek később meglesz a böjtje, amikor Rand véletlenül felgyújtja a fogadót, ahol megszáll. Perrint, Loialt és a shieneriakat eskütételre kötelezi Suroth, amit az egyik shienari, Uno, kereken megtagad - válaszul kivégzik. Ishamael megkörnyékezi Perrint, arra bátorítva, hogy engedje szabadjára a benne rejlő bestiát - csak Elyas közbeavatkozása miatt tud megmenekülni. Nynaeve elindul a próbatételére, aminek során át kell mennie három kapun, ami még a Legendák Korából maradt fenn, és amelyeken áthaladva szembesül a belső félelmeivel. Az első kettőt teljesíti, de a harmadikból, ahol Lan víziója kéri arra, hogy hadd legyen az őrzője, nem tér vissza, így halottnak hiszik. Liandrin szabadon engedi Matet, de ezalatt Mint is, akit arra kér, hogy figyelje meg a fiút. Miután a kapuk mögötti világban egy trallok-támadás víziója tönkreteszi az életét, Nynaeve számára újra megnyílik a kijárat és vissza tud jutni. |     |                                             |               |                                  |                      |
| 12. | 4.  | Az Éjszaka Leánya (Daughter of the Night)   | Sanaa Hamri   | Dave Hill                        | 2023. szeptember 8.  |
| Moirane Cairhienbe érkezik, ahol felajánlja Logainnek, hogy ha kiképzi Randet, segít megszabadulni a kínjaitól. A Fehér Toronyban Nynaeve beavatottá válik, de még mindig küzd a démonaival. Liandrin elmondja neki a seanchan támadás hírét és hogy Perrint is foglyul ejthették. Nynaeve ennek hatására azonnal Falméba akar indulni, vele akar tartani Egwene és Elayne is, de Liandrin mindannyiukat megakadályozza. Perrin megtudja Elyastól, hogy ő is egy Farkasfivér, és az egyik farkas, Ugró, fel is fedi előtte a nevét. Min előtt egy éjjel megjelenik Ishamael, akiről kiderül, hogy ismeri Liandrint, és közli, hogy csak akkor szabadítja meg a jövőbelátó képességétől, ha elhozza Matet Cairhienbe. Lan Alanna és az őrzői mellett marad, akitől megtudja, hogy egy prófécia szerint Lanfear, egy másik Kitaszított, visszatért. Rand és Selene egy romantikus napot töltenek el együtt vidéken, mikor egy Enyész rájuk támad. Rand az Egyetlen Hatalmat használja, hogy végezzen vele, ami felzaklatja Selene-t. Miközben megvallja a szerelmét a nő iránt, Selene is bevallja, hogy birtokában van e képességnek. Csakhogy hamar kiderül, hogy Selene nem más, mint Lanfear, Rand pedig csak Moirane segítségével tud megmenekülni. |     |                                             |               |                                  |                      |
| 13. | 5.  | Damane (Damane)                             | Maja Vrvilo   | Rohit Kumar                      | 2023. szeptember 15. |
| Perrin és Ugró elhagyják Elyast, hogy megmentsék Loial és a shienaraiak életét, Perrin pedig visszatér a faluba, ahol megtámadták őket, amelyet mostanra a Dain Bornhald és Eamon Valda vezette fehérköpenyek elfoglaltak. Perrin megmenti Aviendhát, egy fiatal aiel nőt, akit bebörtönöztek, majd a következő harc során megkíméli Bornhald életét. Ezt követően Aviendha, mivel lekötelezettje Perrinnek a megmentéséért, megígéri, hogy segít neki megmenteni a többieket. Eközben Surothot lefokozzák, mert nem engedelmeskedett Turak, a seanchanok vezetőjének parancsának, de Ishamael elnyeri a kegyeit azzal, hogy átadja neki Valere kürtjét. Suroth később Nyanaevet, Elayne-t és Egwene-t kapja meg Liandrintól, aki Ishamael parancsára cselekszik, bár Elayne-nek és Nynaeve-nek sikerül megszöknie, és Ryma, egy Falme-ban bujkáló Aes Sedai fogadja be őket. Egwene-t Suroth pórázon tartja és bemutatja Turaknak. Verin megérkezik a Fehér Toronyba, és kivizsgálja a három lány eltűnését, ami a Fekete Ajah, a sötétségre felesküdött Aes Sedai létezésének bizonyítékához vezet. Randnak és Moiraine-nek sikerül elmenekülnie Lanfear elől, és Anvaere és fia, Barthanes mellé kerülnek, ahol Moiraine úgy dönt, hogy Rand belép Tel'aran'rhiodba, az álmok birodalmába, ahol talán megtudhatja, mit tervez Ishamael. Belépve Rand azonnal Lanfear fogságában találja magát. |     |                                             |               |                                  |                      |
| 14. | 6.  | Könyörtelen szemek (Eyes Without Pity)      | Maja Vrvilo   | Rammy Park                       | 2023. szeptember 22. |
| Falméban Renna, egy sul'dam, meg akarja törni Egwene-t, hogy tudatosítsa benne, hogy ő csak egy damane - fókuszáló, akit egy nyakörv és egy póráz segítségével kontrollál, akár egy állatot. Egwene ellenáll, ezért Renna fokozatosan, fizikálisan és mentálisan is kínozza őt. Nynaeve és Elayne eközben Ryma segítségével a megmentését tervezik, de ehhez tudniuk kell, hogyan lehet felnyitni az a'damot (a nyakörvet). Sajnos Nynaeve túl erősen fókuszál, amit a seanchanok észrevesznek, ezért menekülniük kell. Ryma szembeszáll velük, de megölik az Őrzőjét, őt pedig rabságba vetik. Az álmok világában Lanfear igyekszik Rand bizalmába férkőzni azzal, hogy védelmet ígér neki Ishamaeltől, és egy pillanatra megmutatja neki Egwene-t is. Azt is elmondja neki, hogy el kell kerülnie Moirane-t, mert különben megöli a nőt. Ugyanebben az időben Mat és Min is Cairhienbe érkeznek, Mat és Rand pedig találkoznak. Rand elmondja Matnek, hogy Egwene fogságba esett, Min azonban figyelmezteti Matet, hogy Ishamael azt akarja, hogy mindketten menjenek Falméba, ahol látomása szerint Mat megpróbálja megölni Randet. Mat ennek hatására meggondolja magát és mégsem tart Randdel, de Rand sem tud elindulni, mert Lan, Alanna, és az őrzői útját állják. Siuan Sanche tudomást szerez Lantől, hogy mik történtek Moirane-nel, ezért ő is a városba utazik és azonnali audienciát kér. |     |                                             |               |                                  |                      |
| 15. | 7.  | Daes Dae'mar (Daes Dae'mar)                 | Sanaa Hamri   | Justine Juel Gillmer             | 2023. szeptember 29. |
| Matet elrabolja Lanfear és egyenesen Ishamaelhez viszi Falméba, aki egy teát itat vele, mely megmutatja, ki is ő igazából. Nynaeve és Elayne találkoznak Loiallal, aki elmondja nekik, hogy csak egy sul'dam révén kerülhetnek közel Egwene-hez, ezért a zsákmányolt karperec segítségével elfognak egyet. Perrin és Aviendha találkoznak két másik aiel harcossal, és a segítségükkel eljutnak ők is Falméba. Cairhienben Siuan Sanche hívatja Randet és közli vele, hogy nem hagyja, hogy szabadon mozogjon, mert fegyverként akarják őt használni az Utolsó Csatában a Sötét Úr ellen. Kiderül Barthanesről, Moirane unokaöccséről, hogy árnybarát, akit Liandrin arra utasít, hogy ölje meg nagynénjét - ám anyja előbb jön rá, mit tervez, és bebörtönözteti őt. Lan megtudja Logaintól, hogy Ishamael nem vágta el Moirane-t az Egyetlen Hatalomtól, pusztán egy csomóval lekötötte róla. Rand meggyőzi Lanfeart, hogy segítsen neki megszökni, aki káoszt kelt Cairhienben, ezzel lefoglalja Siuant és az aes sedai-okat. Rand, Lan és Moirane elindulnak egy közeli Átjáró felé, majd Rand, használva a saját erejét, ismét képessé teszi Moirane-t arra, hogy fókuszáljon. Siuan megtalálja őket, mielőtt elmehetnének, és arra kényszeríti Moirane-t, hogy zárja be az átjárót. Váratlanul megérkezik Lanfear, aki könnyűszerrel legyőzi Siuant, ezután ő, Rand, Lan és Moirane elindulnak Falmébe. |     |                                             |               |                                  |                      |
| 16. | 8.  | Ami megíratott (What Was Meant to Be)       | Sanaa Hamri   | Rafe Lee Judkins & Timothy Earle | 2023. október 6.     |
| Háromezer évvel korábban Lews Therin Telamon és férfi aes sedai-ai bebörtönzik Ishamaelt, aki hiába kéri, hogy álljon az ő oldalára és törje össze a Kereket. Lanfear kiteszi az Átjárók egyik kapujában, Falme előtt Moirane-t és Lant, hogy a fiúval egyenesen Falméba teleportálhasson. Rand azonnal végez Turakkal és csapatával, amikor látja, hogy azok mit tettek. Lanfear értesíti Ishamaelt arról, hogy Rand a városban van, és ő ekkor jön rá, hogy a nő elárulta őt. Arra kéri Padan Faint, hogy vegye rá Matet, hogy az használja a Shadar Logoth-ból lopott tőrt, és ölje meg vele Randet, de Mat ellenáll és megszökik. A Fény Gyermekei megrohamozzák a várost és összecsapnak a seanchanokkal. A kialakuló káoszban Ingtar, Loial és Masema meg tudnak lépni Valere Kürtjével, majd találkoznak Perrinnel és az aiel nőkkel. Csatába keverednek, Ingtar pedig feláldozza magát a többiekért. Egwene-t arra kényszerítik, hogy harcoljon a seanchanok oldalán, de a fehérköpenyek támadása során egy sul'dam meghal, ő megszerzi az a'damjét, ráteszi Rennára, majd végez a nővel. Mat megtalálja Perrint, aki átadja neki a kürtöt, és mivel körbeveszik őket, kénytelen megfújni azt. A kürt megidézi a rég halott hősök csapatát, akiknek a segítségével könnyűszerrel tudnak győzni. Perrin összefut Valdába, aki harcképtelenné teszi őt, majd a váratlanul megjelenő Ugró kezdi el őt marcangolni. Geofram úrkapitány megöli a farkast, akinek a lelke elhagyja a testét - ezután Perrin szeme aranyszínűvé válik és őrületében megöli Geoframot. A fia, Dain mindezt végignézi, de nem tehet semmit. Ishamael végre összecsap Randdel, akit Suroth damanéi megkötnek a távolból. Mat véletlenül megsebzi Randet, miközben segíteni próbálna, beteljesítve ezzel Min látomását. Rand nem hal meg, ugyanis Perrin és Egwene sikeresen védelmezik addig, amíg Nynaeve és Elayne meg nem érkeznek és meg nem gyógyítják őt. Ezalatt Moirane és Lan újra létrehozzák maguk közt a köteléket, majd közös erőfeszítéssel legyőzik Suroth-ot és csapatát. A felszabadult Rand a kardja segítségével megöli Ishamaelt, aki porrá válik, majd kezén megjelenik a gém jele, és egy hatalmas égi jel hirdeti Falme lakói előtt, hogy a Sárkány újjászületett. A záró jelenetben Lanfear megtudja egy másik Kitaszítottól, Moghedientől, hogy mivel Ishamael nem bízott meg benne, ezért valamennyiüket kiszabadította. |     |                                             |               |                                  |                      |

### Harmadik évad (2025)
| Sor. | Év. | Cím                                            | Rendező          | Író                  | Premier           |
| --- | --- | ---------------------------------------------- | ---------------- | -------------------- | ----------------- |
| 17. | 1.  | Verseny az Árnyékkal (To Race the Shadow)      | Ciaran Donnelly  | Justine Juel Gillmer | 2025. március 13. |
| Liandrint a Fehér Toronyba szólítják, ahol leleplezi magát és a társait, mint a Fekete Ajah tagjait. Nagy mészárlást rendeznek, majd távoznak, és magukkal visznek egy különleges karperecet. Moirane arra bátorítja Randet, hogy menjen Tear-be és ott vegye magához a Callandort, a nagy hatalmú, kard formájú varázstárgyat. Siuan azt szeretné, ha a nők visszatérnének a Fehér Toronyba, ennek során pedig Egwene is teljesíti a beavatási szertartást és elnyeri a gyűrűjét. Aznap éjjel valamennyiüket megtámadják különféle módon, Nynaeve-et pedig majdnem megöli egy bérgyilkos. Moirane és Lan kérdőre vonják emiatt Lanfeart, aki elmondja nekik, hogy egy másik Kitaszított a felelős mindezért. Rand úgy dönt, hogy a saját csapatával inkább az Aiel-pusztába indul, mert Aviendháék szerint ő a car'a'carn, a népük megjövendölt vezetője. Nynaeve és Mat Tar Valonban maradnak, Perrinék pedig a Folyóközbe mennek. Ezalatt Moghedien egy újabb szürke bérgyilkost kreál. |     |                                                |                  |                      |                   |
| 18. | 2.  | Vörös eskük (A Question of Crimson)            | Ciaran Donnelly  | Katherine B. McKenna | 2025. március 13. |
| Húsz évvel korábban Morgase Trakand királynő egy véres leszámolással biztosította egy örökösödési háború végén magának az andori trónt. Most a Fehér Toronyba utazik, hogy hazavigye Elayne-t. A lány azonban, többek között Gaebril nagyúr, Morgase szeretője segítségével eléri, hogy maradhasson. Morgase hátrahagyja a fiait: Galadot és Gawynt, valamint tanácsadóját, Eladiát a Piris Ajahból, aki rivalizál az Amyrlin Trónnal. Rand, Moiraine, Lan, Egwene és Aviendha az Aiel-pusztába indulnak, Egwene és Rand álmaiban pedig rendszeresen megjelenik Lanfear. Egwene-t az álmai elvezetik egy aiel Tudós Asszonyhoz, Bairhoz, férjéhez, Rhuarchoz, és a klánjukhoz, még mielőtt személyesen is találkozhatnának. A Folyóközben Perrinék felfedezik, hogy nem elég a trallokok folyamatos támadása, a Fény Gyermekei is megszállnak mindent, rájuk vadászva. Itt találkoznak Alannával és Őrzőjével is. A Fehér Toronyban Mat küszködik a korábbi életeinek emlékeivel, és ebből az aes sedai-ok se tudják kigyógyítani. Találkozik Minnel is, aki most Siuan kéme a Fehér Toronyban. |     |                                                |                  |                      |                   |
| 19. | 3.  | Az Árnyék magvai (Seeds of Shadow)             | Thomas Napper    | Beverly Okhio        | 2025. március 13. |
| Lanfear találkozik a többi Kitaszítottal: Sammaellel és Rahvinnal (aki most Gaebril nagyúrnak adja ki magát), hogy szövetkezzenek, de Rahvin valójában már Moghedien szövetségese. Siuan megbízza Nynaeve-et és Elayne-t, hogy nyomozzanak a Fekete Ajah után. Megpróbálják kihallgatni az elfogott Feketéket, de nem sokat tudnak meg tőlük; az elejtett megjegyzésekből tudják meg, hogy Tanchico városába mehettek, és van náluk egy eszköz, amit a Fehér Toronyból loptak és hasonlít egy a'dam-hez. Nynaeve, Elayne, Mat és a titokban őket követő Min elindulnak Tanchicóba, elözben Elaida szervezkedi kezd a hatalom megszerzése érdekében. Rand és a többiek Rhuidean ősi városa felé mennek, ahol Randnek ki kell állnia egy próbatételt. Perrint korábbi bűneiért el akarják fogni a fehérköpenyek, ő azonban inkább megszervezi az ellenállást és összebarátkozik egy Faile nevű nővel, aki, akárcsak a vele tartó Luc nagyúr, Valere Kürtjét keresik. Liandrin és csapata Tanchicóban azt tervezi az ellopott eszköz segítségével, hogy megkötik Randet, és nem is sejtik, hogy Moghedien beépült közéjük. |     |                                                |                  |                      |                   |
| 20. | 4.  | A lánzsához vezető út (The Road to the Spear)  | Thomas Napper    | Rafe Judkins         | 2025. március 20. |
| Rand Rhuidean felé tart, és Melaine az egyik Tudós Asszony szerint Moirane-nek is vele kell tartania, és Aviendhának is, aki bár harcos szeretne lenni, elfogadja végzetét. Rhuideanba lépve Moirane előbb megtalálja a Sakarnent - a Callandorhoz hasonlóan erős tárgyat, majd a három gyűrű próbáját teljesítve rengeteg lehetséges jövőt lát, amelyben vagy ő, vagy Rand meghal. Ezalatt Rand Rhuidean üvegoszlopai közt haladva tanúja lesz népe múltjának, ősei bőrébe bújva: rájön, hogy az aielek a Legendák Korában az aes sedai-ok szolgálói voltak, akik erőszakmentességet fogadtak. A Világtöréskor elküldték őket, hogy vigyázzanak a Sakarnenre és addig menjenek, amíg egy békés helyet nem találnak, az évezredek során pedig egyes csoportjaik elhagyták eredeti küldetésüket (ők lettek a kolompárok), mások pedig végül embert öltek és megszegték az esküjüket. A legtávolabbi emlékben Rand meglátja Lanfeart, amit ekkor Mierinnek hívtak és egy aes sedai tudós volt. Ő hajtotta végre a kísérletet, amellyel vájatot létesített a Mintázatban, és ezzel kiszabadította a Sötét Urat. Rand végül kiállja a próbát és a karján megjelenik a jel, mely igazolja, hogy ő a car'a'carn. Aviendha is sikerrel jár, de Rand és az eszméletlen Moirane csak hét nap után érnek vissza a táborba. |     |                                                |                  |                      |                   |
| 21. | 5.  | Tel'aran'rhiod (Tel'aran'rhiod)                | Marta Cunningham | Ajoke Ibironke       | 2025. március 27. |
| A Fehér Toronyban Siuan és Verin próbára teszik Elaida hűségét, mert tudják, hogy a Fekete Ajahnak legalább egy tagja még köztük jár. Végül tisztázza magát, de Elaida megfenyegeti Siuant, hogy arra fog szavazni, hogy a Fehér Torony fogja el Randet és hajtsa az uralma alá. Tanchicóba érkezésük előtt Nynaeve, Elayne és Mat találkoznak Minnel, aki ismeri a várost. Mat azt is megtudja, hogy Min látomásainak egyikében meg fog halni, nyakában egy kötéllel. A Folyóközben Perrin, Faile, és az aielek megpróbálják kiszabadítani Mat családját, miközben kitör a csata. Alanna, aki őket próbálja védelmezni a távolból, súlyosan megsérül, és csak Maksim tudja őt megmenteni. Az Aiel-pusztában Aviendha tanítani kezdi Randet a kultúrájukra, miközben Egwene tanulni kezdi az álmok világában járást a Tudós Asszonyok segítségével. Moirane elmondja Lannek, hogy mit látott Rhuideanban, majd Egwene segítségével felkeresi az álmok világában Siuant, hogy figyelmeztesse: a Fehér Torony segítse Randet, ne kontrollálja. Rand álmában Lanfear megvallja az iránta érzett szerelmét, majd csókolóznak, amit Egwene, aki épp a szerettei álmában van, meglát. |     |                                                |                  |                      |                   |
| 22. | 6.  | Árnyak az éjszakában (The Shadow in the Night) | Marta Cunningham | Rammy Park           | 2025. április 3.  |
| 93 évvel korábban a fiatal Liandrin, karján csecsemőjével, menekülni kényszerül Tanchicóból, amiben Ishamael segít neki. A jelenben Lanfear kísérti őt álmaiban, aki hűséget vár tőle. Ezalatt Moghedien a Fekete Ajah tervei után nyomoz. Nynaeve, Mat, Elayne és Min álruhában mennek kutakodni, amelyben a váratlanul újra felbukkanó Thom Merrilin is kénytelen segíteni nekik. Moghedien kényszerítés varázsát alkalmazza Nynaeve-en és Elayne-en, amivel kiszedi belőlük mindazt, amit az Újjászületett Sárkányról tudnak. Egwene próbál uralkodni az álmok világában Lanfear erején és el is ér kisebb eredményeket. Rand és Moirane megbeszélik egymással mindazt, amit tapasztaltak Rhuideanban. Miközben Rand és Egwene érzelmes beszélgetésbe kezdenek az álmok világában, Sammaelék rajtaütnek az aiel táboron. Rand hatalmas erőt vet be és megöli őt, de egy aiel lány is meghal a hibájából, akit nem tud feltámasztani az Egyetlen Hatalommal. Perrin és Alanna felépülnek, eközben Padan Fain, aki most a Fény Gyermekeinek a szövetségesének adja ki magát, trallokhordákat hoz a Folyóközbe. |     |                                                |                  |                      |                   |
| 23. | 7.  | Aranyszem (Goldeneyes)                         | Ciaran Donnelly  | Dave Hill            | 2025. április 10. |
| Perrin, Alanna, Maksim, Bain, Chiad és Faile segítenek felkészülni Folyóköz népének a várható trallok támadásra, miközben befogadják maguk közé a támadók elől menekülő Aramot és a kolompárokat. Perrin a fehérköpenyek segítségét kéri, de vezetőjük, Dain, akinek az apját Perrin megölte, megtagadja azt, hiába ajánlkozik, hogy megadja magát. Mikor megindul a támadás, Perrin és Maksim vezetik a védekezést, miközben Alanna a falu fókuszálni képes nőivel segít a háttérből. A támadók visszavonulást színlelnek, Alannát pedig leterítik egy nyílvesszővel. Ráadásul bár a fehérköpenyek is megérkeznek, velük van Padan Fain is, aki leleplezi magát. Loial, Bain és Chiad a közeli átjáróhoz mennek lezárni azt, hogy megállítsák az inváziót. Mivel nem tudja lezárni, Loial feláldozza magát, hogy elpusztítsa azt. Perrin legyőzi Faint, de megkegyelmez neki, ha cserébe visszavonja a csapatait. Ezután megtartván ígéretét, elmegy Dainnal és a Fény Gyermekeivel, hogy igazságot szolgáltassanak felette - eközben a falusiak kikiáltják a Folyóköz urának. |     |                                                |                  |                      |                   |
| 24. | 8.  | ?                                              |                  | Justine Juel Gillmer | 2025. április 17. |

## Forgatás
2000-ben az NBC amerikai televíziócsatorna opciós jogot szerzett Az Idő Kereke alapján készítendő sorozatra, de végül ebből nem lett semmi. 2004-ben Robert Jordan valamennyi jogot (így a megfilmesítés, a képregények, és a videojáték-készítés jogát) eladott a Red Eagle Entertainment nevű cégnek. A jogokkal azonban semmit nem kezdett a cég, azok pedig lassan lejártak volna, így az utolsó pillanatban, 2015 februárjában leforgattak egy "Winter Dragon" című pilot-epizódot, mely "A világ szeme" prológusa alapján készült, Billy Zane és Max Ryan főszereplésével. A csapnivaló minőségű, 22 perces filmet az FXX csatorna késő éjjel adta le, ezzel formálisan eleget tett a Red Eagle a kötelezettségének. Harriet McDougal, Jordan özvegye azonban nem hagyta szó nélkül ezt a kritikán aluli próbálkozást, válaszul a cég beperelte őt. A per végül egy évvel később, megegyezéssel zárult.
2017 áprilisában a Sony Pictures Television jelentette be, hogy elkészíti a sorozatot a Red Eagle és a Radar Pictures segítségével. Rafe Judkins lett a showrunner, Harriet McDougal pedig tanácsadó producer lett. Ugyanezt a pozíciót kapta meg Brandon Sanderson is, aki Robert Jordan halála után befejezte a könyvsorozatot. A projekt 2018 októberében kapott zöld utat, az Amazon Studios pedig produkciós cég lett. Ennek folyományaként az Amazon Prime Video mutatta be a sorozatot.
2019 júniusában jelentették be, hogy a főszereplő Moirane Damodredet Rosamund Pike fogja játszani. Pike egyben producerként is szerepet kapott. Augusztusban a további főszereplőket is megnevezték: Daniel Henney lett Lan Mandragoran, Josha Stradowski lett Rand al'Thor, Marcus Rutherford Perrin Aybara, Zoë Robins Nynaeve al'Meara, Barney Harris Mat Cauthon, és Madeleine Madden lett Egwene al'Vere.
A forgatás 2019. szeptember 16-án kezdődött európai helyszíneken, köztük Prágában. 2020 márciusában a forgatás leállt a koronavírus-járvány miatt, ami csak 2021 áprilisában folytatódott. Májusban már be is fejezték, július 19-én pedig már a második évadhoz kezdtek hozzá. Még az első évad premierje előtt bejelentették, hogy Mat Cauthon szerepében lecserélik Barney Harrist, és a második évadtól Dónal Finn fogja őt játszani. 2022 júliusában bejelentették, hogy el fog készülni a harmadik évad is.

## Eltérések a könyvsorozathoz képest
A sorozat tempója gyorsabb, mint a könyveké, mellőzi azok meglehetősen részletes, terjengős leírásait. Ezenkívül dramaturgiai okokból számos módosítást eszközöltek. Főként az első évadra igaz, hogy csak a cselekmény egyes sarokpontjait tartották meg, a történetet meglehetősen szabadon alakítják. A második évad történései "A nagy hajtóvadászat" és "Az újjászületett Sárkány", a harmadik évadé pedig a "Hódít az árnyék" és a "Mennyei tűz" című kötetek történéseit foglalják össze.
- A könyvekben a karakterek valamivel fiatalabbak, így egészen más az élettörténetük: Rand nem meri még csak táncolni sem felkérni Egwene-t, akibe reménytelenül szerelmes, ezzel szemben a sorozatban együtt vannak. Perrin már elismert kovácsmester, ráadásul szintén nős, ami a könyvekben nincs benne. Az öregítés dramaturgiai okokból történt, ugyanis tizenhét év körüli főhősök esetében egész más stílusú lett volna a sorozat, amit el akartak kerülni.[14]
- A sorozatban Egwene és Nynaeve is úgynevezett ta'veren, azaz olyan ember, akit az Idő Kereke szándékosan sző bele a Mintázatba. (A könyv szerint ők sosem voltak ta'veren-ek)
- Egyes karakterek összevonásra kerültek (pl. Elyas karaktere a könyvbeli Hurint is magában foglalja), mások teljesen kimaradtak a cselekmény megváltoztatása miatt (pl. Someshta, a Zöld Ember), ismét mások története teljesen más (a shienari Uno karakterét a sorozatban egészen hamar megölik, a könyvekben egészen az Utolsó Csatáig szerepel)
- Nem minden Kitaszított szerepel a sorozatban (Aginor és Balthamel a cselekmény megváltoztatása miatt kimaradtak), és tulajdonságaikon is változtattak. A könyvekben mindegyiküket meg lehet ölni (habár elég nehezen), és hacsak nem öröktűz segítségével törölték ki őket a létezésből, a Sötét Úr másik testben fel tudja őket támasztani - a sorozatban láthatóan nem lehet őket megölni hagyományos módokon, mert képesek regenerálódni.

## Fordítás
Ez a szócikk részben vagy egészben  a   The Wheel of Time (TV series) című angol Wikipédia-szócikk ezen változatának fordításán alapul.  Az eredeti cikk szerkesztőit annak laptörténete sorolja fel. Ez a jelzés csupán a megfogalmazás eredetét és a szerzői jogokat jelzi, nem szolgál a cikkben szereplő információk forrásmegjelöléseként.